# James Garner
James Garner (n. James Scott Bumgarner; n. 7 aprilie 1928, Norman, Oklahoma, SUA – d. 19 iulie 2014, Los Angeles, California, SUA) a fost un actor american de film și televiziune. 

## Biografie
A luptat ca pușcaș marin în Războiul din Coreea și a fost rănit, ulterior fiind onorat cu o medalie pentru aceasta.
A jucat într-un număr de seriale într-o carieră întinsă pe parcursul a mai mult de cinci decenii. Acestea includ rolul lui Bret Maverick în popularul serial western-comedie al anilor '50, Maverick; Jim Rockford în drama cu detectivi, The Rockford Files din anii '70; și tatăl personajului lui Katey Sagal în 8 Simple Rules după moartea lui John Ritter. A jucat în nenumărate filme printre care Marea evadare (1963) cu Steve McQueen; The Americanization of Emily (1964) după scenariul lui Paddy Chayefsky și Victor Victoria (1982) în regia lui Blake Edwards și cu Julie Andrews ca parteneră; și Murphy's Romance (1985) cu Sally Field pentru care a fost nominalizat la premiul Oscar.

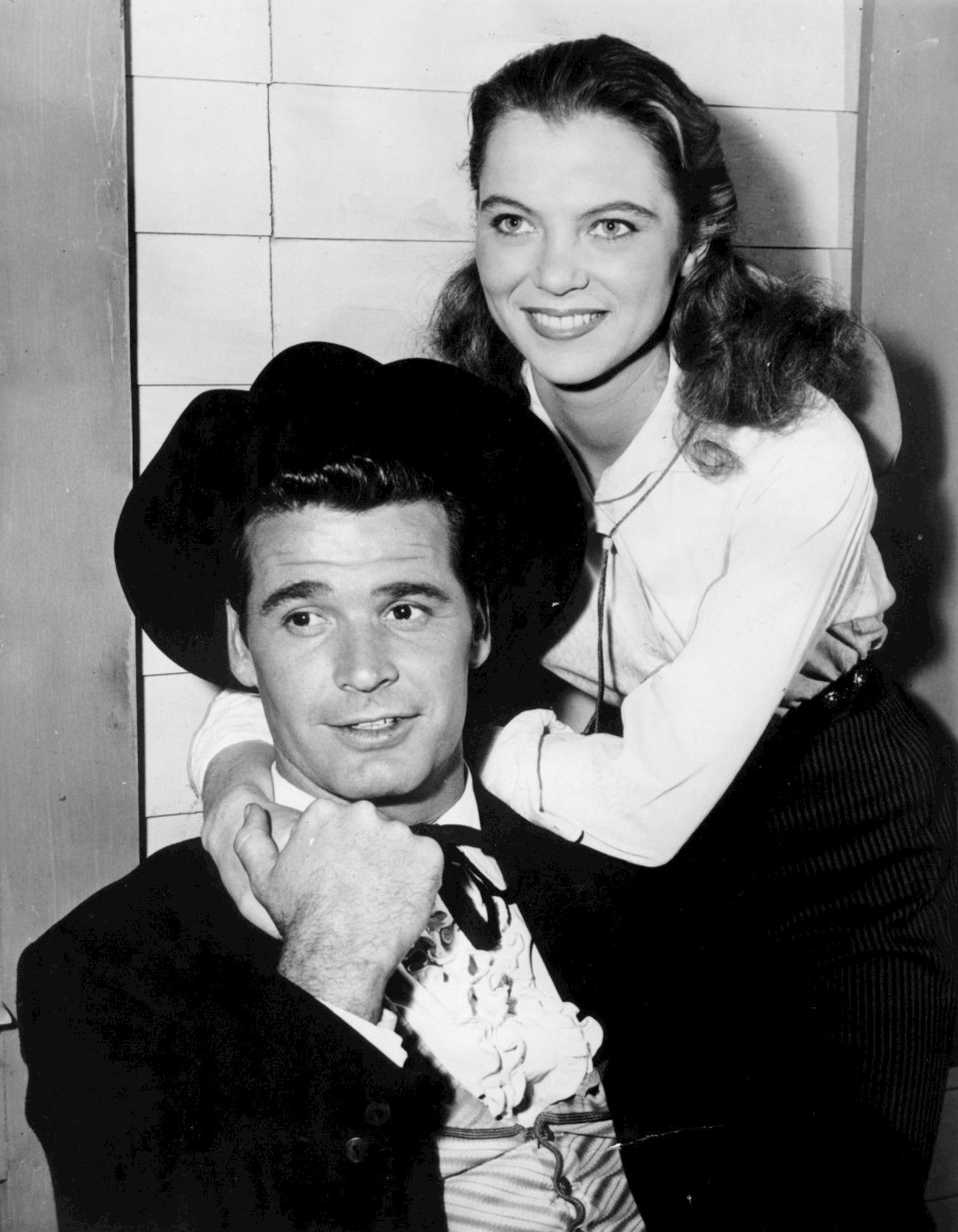
James Garner cu Louise Fletcher

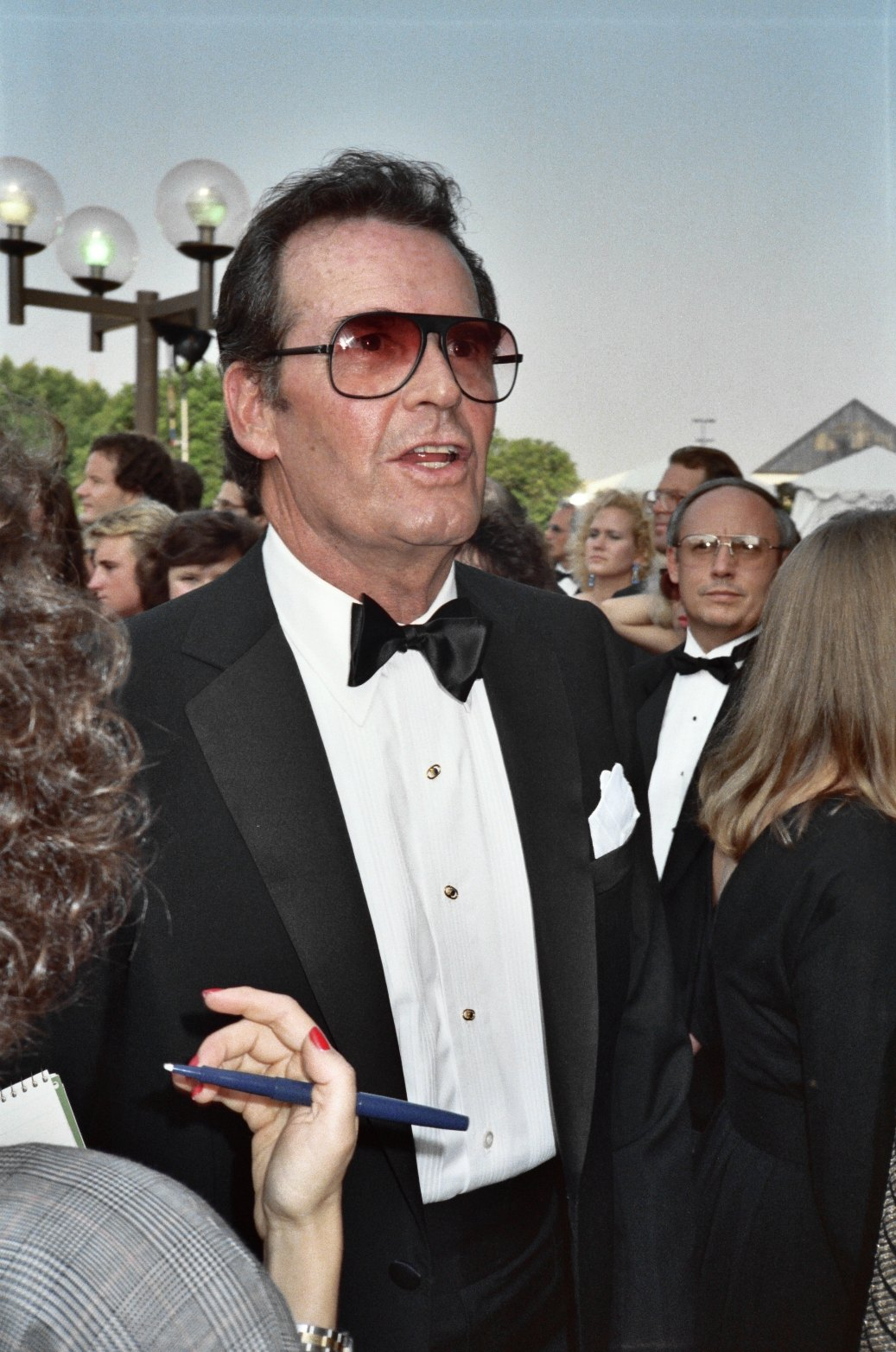
James Garner la a 39-a ediție a Premiilor Emmy în septembrie 1987

## Filmografie selectivă

### Cinema
- 1956 Spre zări necunoscute (Toward the Unknown), regia Mervyn LeRoy
- 1956 La ragazza che ho lasciato (The Girl He Left Behind), regia David Butler
- 1957 Shoot-Out at Medicine Bend (Shoot-Out at Medicine Bend), regia Richard L. Bare
- 1957 Sayonara, regia Joshua Logan
- 1958 Comandoul lui Darby (Darby's Rangers), regia William A. Wellman
- 1959 Sus periscopul! (Up periscope), regia Gordon Douglas
- 1961 Școala de fete (The Children's Hour), regia William Wyler
- 1962 Venere in pigiama (Boys' Night Out), regia Michael Gordon
- 1963 Marea evadare (The Great Escape), regia John Sturges
- 1963 Fiorii celebrității (The Thrill of It All), regia Norman Jewison
- 1963 Letti separati (The Wheeler Dealers), regia Arthur Hiller
- 1963 Move Over, Darling (Move Over, Darling), regia Michael Gordon
- 1964 Americanizarea lui Emily (The Americanization of Emily), regia Arthur Hiller
- 1964 36 de ore (36 Hours), regia George Seaton
- 1965 L'arte di amare (The Art of Love), regia Norman Jewison
- 1966 M 5 codice diamanti (A Man Could Get Killed), regia Ronald Neame și Cliff Owen
- 1966 Duel la Diablo (Duel at Diablo), regia Ralph Nelson
- 1966 Una donna senza volto (Mister Buddwing), regia Delbert Mann
- 1966 Marele premiu (Grand Prix), regia John Frankenheimer
- 1967 Ora pistolarilor (Hour of the Gun), regia John Sturges
- 1968 Le stelle si vedono di giorno (Pink Jungle), regia Delbert Mann
- 1968 Uffa papà quanto rompi! (How Sweet It Is!), regia Jerry Paris
- 1968 Sprijiniți-l pe șerif! (Support Your Local Sheriff!), regia Burt Kennedy
- 1969 Marlowe (Marlowe), regia Paul Bogart
- 1970 Sledge (A Man Called Sledge), regia Vic Morrow
- 1971 Support Your Local Gunfighter (Support Your Local Gunfighter), regia Burt Kennedy
- 1971 Albul și negrul (Skin Game), regia Paul Bogart
- 1972 Chi ha ucciso Jenny? (They Only Kill Their Masters), regia James Goldstone
- 1973 Micul indian (One Little Indian), regia Bernard McEveety
- 1974 Marinarul cowboy (The Castaway Cowboy), regia Vincent McEveety
- 1980 Health (HealtH), regia Robert Altman
- 1981 Admiratorul (The Fan), regia Ed Bianchi
- 1982 Victor Victoria, regia Blake Edwards
- 1984 Tancul (Tank), regia Marvin J. Chomsky
- 1985 O dragoste târzie (Murphy's Romance), regia Martin Ritt
- 1988 Amurg (Sunset), regia Blake Edwards
- 1989 Ultima speranță (My Name Is Bill W.), regia Daniel Petrie
- 1992 Un domn distins (The Distinguished Gentleman), regia Jonathan Lynn
- 1992 Foc pe cer (Fire in the Sky), regia Robert Lieberman
- 1994 Maverick, regia Richard Donner
- 1996 Jocul președinților (My Fellow Americans), regia Peter Segal
- 1998 Twilight, regia Robert Benton
- 2000 Seniorii spațiului (Space Cowboys), regia Clint Eastwood
- 2002 Roughing It, regia Charles Martin Smith
- 2002 Divine secrets of the Ya-Ya sisterhood (Divine secrets of the Ya-Ya sisterhood), regia Callie Khouri
- 2004 Agenda (The Notebook), regia Nick Cassavetes

### Televiziune
- Maverick - serial TV, 122 episoade (1957-1960)
- Agenția Rockford (The Rockford Files) - serie TV (1974-1980)
- 1978 Noul Maverick (The New Maverick), regia Hy Averback, film TV
- Bret Maverick (Bret Maverick) - serie TV, 18 episoade (1981-1982)
- Ostaggi del silenzio (Dead Silence), regia Daniel Petrie Jr. - film TV (1997)
- 1998 Legalese, regia Glenn Jordan, film TV
- 1999 O noapte specială (One Special Night), regia Roger Young, film TV
- 8 semplici regole (8 Simple Rules) - serie TV, 45 episoade (2003-2005)